# Srinivasa Varadhan
Srinivasa Varadhan est un probabiliste américain d'origine indienne, né le 2 janvier 1940 à Madras en Inde.

## Études et carrière universitaire
Srinivasa Varadhan étudie à l'université de Madras où il obtient une licence en 1959 puis un doctorat à l'Institut indien de statistiques (ISI) en 1963 sous la direction de Calyampudi Radhakrishna Rao,. Depuis 1963, il travaille au Courant Institute of Mathematical Sciences de l'université de New York, où il est encore professeur en 2007.

## Distinctions
Varadhan est connu pour ses travaux avec Daniel W. Stroock sur les processus de diffusion (en), pour lesquels il a reçu le prix Leroy P. Steele de l'American Mathematical Society en 1996, et pour ses travaux sur le principe de grandes déviations avec Monroe Donsker, pour lesquels il a reçu le prix Abel le 22 mars 2007 décerné par l'Académie norvégienne des sciences et des lettres,. Il est membre de l'Académie nationale des sciences des États-Unis. En 2003, il est fait docteur honoris causa de l'université Pierre-et-Marie-Curie. La même année il est lauréat de la médaille Padma Vibhushan.

## Publications (sélection)
- Convolution Properties of Distributions on Topological Groups. Dissertation, Institut indien de statistiques, 1963.
- (en) S. R. S. Varadhan, « Asymptotic probabilities and differential equations », Communications on Pure and Applied Mathematics, vol. 19,‎ 1966, p. 261–286.
- (en) DW Stroock et S. R. S. Varadhan, « On the support of diffusion processes with applications to the strong maximum principle », Proc. of the sixth Berkeley Symposium on Mathematical Statistics and Probability, Univ. of California Press, vol. 3,‎ 1972, p. 333–359.
- (avec M. D. Donsker) « Asymptotic evaluation of certain Markov process expectations for large time ». part I, Communications on Pure and Applied Mathematics, vol. 28, 1975, p. 1–47; part II, vol. 28, 1975, p. 279–301; part III, vol. 29, 1976, p. 389–461; part IV, vol. 36, 1983, p. 183–212.